# Regina Werner
Regina Werner var en svensk tonsättare.

## Verk

### Pianoverk
- Margit. Hambo-polska. Utgiven 1900 med nummer Abr. L. 3292 av Abraham Lundquist, Stockholm.[2]

- Skönhet och behag. Bostonvals. Utgiven 1904 med nummer E. & S. 2214 av Elkan & Schildknecht, Stockholm.[3]

- E'lita sväng. Pas de Quatre. Utgiven 1906 med nummer E. & S. 2275 av Elkan & Schildknecht, Stockholm.[4]

- Mariola. Bostonvals. Utgiven 1907 med nummer E. & S. 2371 av Elkan & Schildknecht, Stockholm.[5]

### Sång och piano
- Den døende barn Moder jeg er traet. Text av H.C. Andersen. Utgiven 1905 med nummer E. & S. 2268 av Elkan & Schildknecht, Stockholm.[6]

- Minns du? Utgiven 1907 med nummer E. & S. 2367 av Elkan & Schildknecht, Stockholm.[7]

- En dröm O vore jag en vestanvind.[8]